# 三重ノ海剛司
三重ノ海 剛司（みえのうみ つよし、1948年2月4日 - ）は、三重県松阪市出身で出羽海部屋に所属した元大相撲力士。第57代横綱。本名は石山 五郎（いしやま ごろう）。現役引退後は年寄として後進の指導に尽くし、日本相撲協会理事長、退職後は、相撲博物館館長を務めた。

## 来歴

### 入門まで
幼少期は山で木を削って刀を作ったり、ターザンごっこをしたり、寺で三角ベースをやったりしていた。野球も少ししていたが、特別好きなチームはなく、好きな選手はいなかった。運動神経は悪かったため、野球ではチームの足を引っ張っていた。父が建設関係の仕事をしていたころは普通の生活を送っていたが、父が病気で倒れてからは途端に貧しくなった。以来、ベルトを買う金もなく、母の腰巻の紐で代用していたほどの貧窮家庭に育った。小学校4年生の頃から新聞配達を行い、6年生の頃からは中学生以上でないと行えない牛乳配達を年を偽って行った。中学校時代は松阪駅近くの精肉店の配達のアルバイトも始め、仕事の終わりの銭湯と外食が楽しみであった。中学1年の時、石山と10歳以上年の離れた兄が出羽海部屋をひいきにしていた魚屋の大将に「うちの弟がそこそこ体が大きいから相撲取りにどうかな」と冗談半分で相談した。大将は興味を持って「それならちょっと（体を）見せてみろ」となり、石山は銭湯で体を見られた。まもなく名古屋場所が始まる時期で、その準備で出羽海部屋の部屋付き親方であった松ヶ根（元関脇・羽嶋山）が名古屋に来るから会わせてやる、と言われ、石山は相撲に全く興味はなかったが、言われるまま、松ヶ根が泊まる旅館に連れて行かれた。75kg以上と体重はあったが、身長が167cmぐらいで当時の新弟子検査の基準（173cm、75kg）に達していなかった。松ヶ根は「身長が伸びたら、また連絡でもしてこい」といい、結局、それで話はすぐに終わってしまった。
松阪市立鎌田中学校在学中に父親を亡くしたため、中学卒業後に集団就職で東京のアルミ工場へ一度就職したものの、苛酷な労働環境に耐えかねて退職し、帰郷した。工場勤務時代については「田舎にいてもしょうがないと、上京して、江戸川区のアルミ工場で働いたんですが、まあきつい仕事でね（苦笑）。液体のアルミを型に流し込む仕事なんですが、重いし、熱くて部屋の空気は悪いし」と後に語っている。残業の際の夕食で提供される米も茶碗1杯と言う粗食ぶりであり、給料もすべて食費に消えるため実家への仕送りもままならなかった。工場勤務時代のある日に上野公園に行ったとき、力士を見かけて相撲部屋に勧誘された話を思い出し、一緒にいた先輩も「お前、太ってるから向いているよ」と言い、そこで入門に対する意欲を持つようになった。帰郷後は現代で言うニートのような生活をしていたが、体重ばかりは増えていったので、以前から憧れていた大相撲力士を目指して出羽海部屋に入門し、1963年7月場所において初土俵を踏んだ。入門しようと先述の魚屋の大将に電話すると「すぐに東京に帰ってこい」と促され、石山は一か八かと覚悟を決めた。新弟子検査を控えていた時、身長が足りないので兄弟子に頼んでたんこぶを作ってもらったり検査前夜に寝る時は少しでも背筋が伸びるように枕を腰の下に置いて寝たりして数mmでも身長が高く計測されるように工夫した。幸いにも当日に身長を計測してくれたのが当時の出羽海部屋付きの九重（元横綱・千代の山）であったため、実測171cmであったが目溢しにより合格した。名古屋場所前はいわゆる「新弟子枯れ」の時期であり、検査が緩くなる傾向にあった。

### 現役力士時代

#### 大相撲入門〜幕下時代
入門当初、「どんなことがあっても5年は頑張ろう。5年経っても20歳だからそこから第二の人生を歩める」と考えていたが、周囲は石山が本気で力士になるという決断をしたとは思っておらず、母親も「すぐに帰って来るだろう」と考えていた。魚屋の大将も石山が1週間で帰って来ると思ったらしい。入門時点での出羽海部屋には所属力士が80人ほどおり、人数過多のため土俵での稽古もままならないほどであったが、そんな中で石山は朝稽古が始まる午前6時より前の5時台（早い時には4時半）に起きて四股を踏んでいた。取的時代にはちゃんこを食べるにしても、スープしかない鍋の周りを自身と同じ取的同士10人程度で囲み、全員半身になってスープを取り合いつつ、ご飯にかけてかき込むなど苦労を経験した。入門して1年半が経過した頃には虫垂を切除し、そこから徐々に体が大きくなって、稽古を積みながら少しずつ番付が上がった。序二段時代には頭をぶつけて内出血したことで入院し、5千円（現在の2万5千円に相当する）を母から借り、角界に入って金を求めたのは最初で最後だったが、これで絶対親に苦労かけてはいけないと石山は思った。
入門前の相撲経験が皆無であったこともあって大相撲入門後は二番出世で序二段に13場所も留まるなど出世は遅く、非力で体格にも恵まれていなかったために周囲から期待されおらず、部屋付き親方からは序二段時代のある日「お前は稽古しないで日向ぼっこでもしていろ」と言われた。8代出羽海は「1週間もしないうちに、嫌になって帰るだろうと思っていた」といい、1967年9月場所に三段目優勝を果たしてようやく部屋付の高崎から「三段目の優勝で初めておまえの存在を知った」と言われるほどであった。本人は初土俵同期の旭國が1年で幕下に上がるのを見て焦りを覚えたという。尤も、旭国は約1年見習として下積みしてから初土俵を踏んだため、旭國の出世が速かったのはある意味では当然である。序二段の最後に部屋の若者頭から四股名を自分で考えろと言われ（当時の出羽海部屋は所属力士の数が多かったため、親方は四股名を考えてくれなかった）、四股名「三重ノ海」を名乗るようになった。三重県には「海」があって、部屋名の「出羽海」にも「海」の字があり、それらから取った「海」の字に出身の「三重」の字を足した、というのが四股名の由来である。出身の三重を使った四股名では、当時部屋には三重ノ山や三重光がいたのでそれ以外となると、海が思い浮かぶということで「海」の字を採用したという。三段目優勝以降は幕下に定着し、先輩の一人が「三段目で優勝した力士のだいたいが関取になる場合が多いから」という言葉で気を良くして、更に稽古に励んだ。東幕下5枚目の地位で土俵に上がった1969年1月場所には5勝1敗ともう1勝すれば十両昇進は確実とされた7番相撲で当時十両であった廣川を寄り切り、場所後新十両へ昇進。新弟子時代からのライバルであった旭國と同時に十両昇進を果たした格好であった。実家に帰って報告したら母は泣いて喜んでくれた。

#### 十両〜幕内・三役時代
新十両の頃、当時大関だった琴櫻が出稽古に来てたまたま自身が指名されたが、2番続けて勝ったため琴櫻はムキになってそこから三重ノ海は土俵に叩きつけられ転がされ、なすすべなしであった。同年9月場所には新入幕を果たした。
1970年7月場所には新三役となる西小結へ昇進し、大鵬・玉の海を破って初の殊勲賞を受賞した。その後も幕内上位に定着し、1971年11月場所には西小結の位置で11勝4敗の好成績を挙げて初の技能賞を受賞し、長谷川・貴ノ花・輪島・魁傑と共に大関候補として大いに期待され、これらの力士は三角大福にあやかって「貴輪三魁（きりんさんかい）」と呼ばれた。しかし、1972年から肝臓病が悪化して、1973年9月場所から1975年3月場所までは平幕に在位した。
1974年9月25日に夫人と東京プリンスホテルで挙式。結婚当初は目の周りや体に酷く湿疹ができていたため、妻は朝稽古前の野菜ジュースや食事の時の前菜の野菜で体質改善を狙い、これが力士生活における転機となった。
1975年5月場所に関脇へ復帰し、同年9月場所において11勝4敗の好成績を挙げ、続く11月場所では当時27歳11か月の年齢で13勝2敗の成績を挙げて初の幕内優勝を果たし、翌1976年1月場所において大関へ昇進した。この場所は「優勝するなんて気はさらさらなかった。そんな気持ちだったら体も動かないしね。自分の持っているものを全部だそうと」という気持ちで挑んでおり、後年の新聞の記事で「13日目に2敗同士の横綱（55代）の北の湖と対戦したが、とにかく優勝ではなく北の湖に勝ちたい一心だった。左を差し合い、一度吊られたが、しのぎにしのいで左からの下手投げ。優勝に加えて大関も見えたからね。もう、神がかってたよ」と述懐している。

#### 大関時代・陥落後に特例復帰達成
ところが、新大関として迎えた1976年1月場所中、8勝7敗と勝ち越すも左足首を捻挫。その怪我の影響で続く3月場所と5月場所にそれぞれ途中休場したために2場所連続で負け越し、在位3場所目で大関の地位を明け渡してしまう。同年7月場所は関脇の地位へ陥落したが、その7月場所は関脇で10勝を挙げ、1場所で大関特例復帰を果たした。しかし、大関へ復活した1976年9月から1977年11月の8場所の間は、2桁勝利すら挙げられず大関角番を2回（通算3回）経験した。大関陥落から大関復帰までについては「成績を含め、大関として活躍しなければならないという気持ちが強すぎた」と語っており、復帰を懸けていた1976年7月場所は「家族にすら伝えてなかったけど、駄目なら引退しようとまで思った」という。また、不成績が続いていたことから「クンロク大関」「ハチナナ大関」とマスコミに揶揄されたこともある。それでも大関復帰を懸けている時期に「お前の相撲は、オレが一番よく知っている。もうダメだと思ったら、オレが引導を渡す。今はまだ大丈夫だ。頑張れ」と出羽海から励ましを受けたことでやる気を取り戻したという。
1978年1月、大関12場所目にして初めて10勝を挙げ、同年中に2桁勝利を4度記録して復調を印象づけた。1979年5月場所では北の湖の連勝を32で止めたのを含めて13勝2敗という優勝次点の成績を挙げる。自身初の綱獲りとなった翌7月場所では、初日に栃赤城に敗れるが、ここで「これでもう、綱はないな。あとは2桁挙げられるように頑張ろう」と気持ちを切り替え、そこからは白星を重ねて14連勝。結果14勝1敗の成績を挙げて優勝決定戦まで進出し、輪島との優勝決定戦には敗れたものの、優勝同点の好成績を挙げたことで横綱に推挙され、当時31歳5か月の高齢という遅咲きながら翌9月場所において漸く横綱へ昇進した。大関陥落経験のある力士が横綱へ昇進したのは史上初であり、照ノ富士が2021年7月場所後に横綱昇進を決めるまで42年間唯一の例だった。また、大関時代の勝率.594は、戦後に横綱に昇進した力士としては最も低い勝率だったが、それも照ノ富士（.573）によって更新された。

#### 横綱時代〜引退
横綱土俵入りは雲龍型を選択し、指導は師匠である9代出羽海親方（元横綱・佐田の山）が行った。横綱昇進伝達式では「横綱の地位をけがさぬよう努力します」と口上を述べた。大関時代の不振もあって昇進時に周囲から「大丈夫か」という声が多く聞かれたといい、当時の番付には横綱に輪島、北の湖、2代目若乃花、大関に貴ノ花、旭國という面々がいたため、本人も「こんなすごいメンツで常に優勝を狙えるのか」と思っていた。新横綱の1979年9月場所は11勝4敗に留まったものの、同年11月場所で14勝1敗・1980年1月場所に15戦全勝と2場所連続優勝を達成した。11月場所14日目の2代目若乃花戦などはNHK大相撲中継の視聴率が39.8%を記録しており、これは九州場所のものとしては2017年9月場所終了時点で2位である（ビデオリサーチ調べ）。
しかしその後は年齢による体力の衰えもあって、古傷の左肘の悪化など怪我や病気で休場が多かった。1980年5月場所は何とか10勝5敗で2桁勝利を挙げたが、これが現役最後の皆勤場所となる。2場所連続休場後の1980年11月場所は初日から2連敗、同場所3日目に現役引退を表明した（当時の年齢は32歳9か月）。横綱として15日間皆勤した場所は僅か4場所のみで、在位場所数も8場所と短命横綱に終わった。
それでも、三重ノ海曰く「出羽海親方へ引退を申し出たら慰留されるも、私は満足感があった。横綱昇進時に相撲協会の使者を迎えた際、『引き際は綺麗に』と己に誓っていた。16年も掛けて横綱へ上がり『太く短く』燃え尽きたので、32歳9か月で終えた力士人生に悔いは無い」と懐古している。

### 親方時代
引退後は短期間だけ年寄・山科を襲名した後すぐに年寄・14代武蔵川を襲名し、1981年8月には出羽海部屋から分家独立して武蔵川部屋を創設した。妻は当時2人の子供を抱えていたが、まさか出羽海部屋から独立ができるなどとは夢にも思っていなかった。
部屋を起こしてからは弟子30人から40人を抱え、生活費や後援者への返礼品まで予算を割くと部屋の財政は火の車で、借金地獄に陥る時期もあった。それでも徐々に部屋経営基盤が確立され、地元の松阪市後援会は全盛期で会員が100人を超えた。市内で和楽器の修理を営んだ「三味富(しゃみとみ)」の4代目店主、石村武紀も会員の一人だった。
部屋の指導者としては横綱・武蔵丸のほか、武双山・出島・雅山という3大関を含めた12人の関取を育て上げ、一時期は角界最多数の関取を擁して一時代を築いた。往年は稽古場においてグシャグシャに折れる程竹刀を振るうスパルタぶりで知られ、その厳しさから、出稽古に来た若い力士が緊張のあまり嘔吐したことがあるほどである。あまりに激しい稽古故に、所属力士は皆一様に前頭部の髪の毛が擦り切れ、膝には必ずサポーターが巻かれていた。そのようなことから当時所属力士は、角界関係者からしばしば武蔵川部屋所属であることを言い当てられていた反面、土俵外では明るく気さくな人物であったという。元魁皇の浅香山親方も稽古場での厳しさに触れつつ「だが一度、武蔵川部屋の酒席に呼ばれた際、酒が入っているとはいえ、弟子たちが親方を慕い、冗談を言い合っているのを見て衝撃を受けた。稽古場を離れれば、何でも話せる関係を築いているのだなと感じた。あれが理想の師弟関係だと思った」と土俵外での気さくな人柄を評価していた。一方で書籍によっては「"喜怒哀楽"の"怒"の顔しか見せることのなかった『昭和のオヤジ』」と親方時代を評する声も掲載されている。協会員としては役員待遇・監事（現：副理事）・理事と出世していき、2006年2月からは事業部長を務めた。その後、大相撲力士大麻問題を始めとした不祥事が相次ぎ、その処遇を巡って北の湖理事長が辞任したことを受け、2008年9月8日に第10代日本相撲協会理事長に就任した。同年、前2007年の時津風部屋力士暴行死事件を受けてそれまで閉鎖的だった協会に外部役員を招聘し、2015年1月現在でも外部役員の招聘は継続されている。
2007年6月16日には、2002年の北の富士以来5年ぶり史上8人目となる還暦土俵入りをホテル・グランパシフィック・メリディアンで行った。太刀持ちは出島、露払いは雅山が務めた。
2010年に発覚した大相撲野球賭博問題では、弟子の雅山が野球賭博に関与したために特別調査委員会から謹慎処分を受け、本人もその監督責任として特別調査委員会から同年7月4日から25日までの謹慎を勧告されたため、村山弘義に謹慎期間中における理事長代行を委嘱した。同年7月19日には高血圧で入院していたことが判明し、その後も胃癌の手術を受けて理事長職への復帰の見通しが立たなかったため、当初の委嘱期間が終了して以降も村山がそのまま理事長代行を務めた。同年8月5日に理事長職へ復帰したものの、同年8月12日に行われた臨時理事会で正式に理事長辞任を表明し、後任には17代放駒親方（元大関・魁傑）が就任した。
2010年9月30日に、年寄名跡は交換せずに武蔵川部屋の部屋付き親方である18代藤島親方（元大関・武双山）に部屋を譲渡する形で武蔵川部屋は藤島部屋と新たに名称が変更され、14代武蔵川は部屋の師匠の座から退いた。一部では「体調不良が原因か?」と囁かれたが、元々譲渡の2、3年前から話があった「既定路線」であったという。

### 停年退職後
2013年2月3日に日本相撲協会を停年（定年。以下同）退職。停年会見では現役時代について「十両に上がった時が一番うれしかった」と述懐しており「横綱（武蔵丸）を育てることができ、少しでも協会に恩返しできたかなという気持ち」とも言い残している。折しも自身の停年が、昭和の大横綱・大鵬（第48代横綱）が亡くなった時期（2013年1月19日逝去、享年72）と近く、協会員として最後の出勤場所となった2013年1月場所中の解説では、大鵬に対して哀悼の意を述べると共に思い出の取り組みとして、1970年7月場所の3日目、大鵬と初顔合わせを果たして勝利を収めた一番を挙げていた。「（大鵬は角界に）入った時からの大横綱。相撲を取れることだけで、前の晩から眠れないぐらい興奮していました」と回顧し「とにかく相撲を取れるだけで、心が躍っていました、少しでも長く（大鵬の）体に触っていたい、簡単に勝負をつけさせない、そんな気持ちで相撲を取りました」と懐かしんでいた。
年寄名跡・武蔵川を藤島部屋の部屋付き親方である3代大島親方（元横綱・武蔵丸）に譲渡して、自身は同年2月4日に相撲博物館の第6代館長に就任した。その後、15代武蔵川となった元武蔵丸は、藤島部屋から分家独立し、新たに武蔵川部屋を興した。部屋開きの際に14代武蔵川はかつての日々を思い起こして涙を流したが、14代武蔵川を怖い親方と見做していたかつての弟子の中には14代武蔵川が涙するところをその場で初めて見たという人物もいた。
2015年11月20日、大鵬と同じく昭和の大横綱・北の湖（第55代横綱）が62歳で逝去。翌2016年1月に「55代横綱北の湖敏満を偲んで」と題した展覧会が、相撲博物館で開かれた際には「最初は連合稽古だったかな。彼が三段目から幕下に上がる頃。すごいのがいると。すぐ強くなると思ったら、あっという間に追い越された。馬力もあった。左四つの型もあった…」と振り返るコメントを残し「私が最後に横綱になったんだけどね。ライバル意識が強かった。倒さなきゃ優勝できないんだから。そういう気持ちで頑張ってたなあ」と話していた。
2021年7月場所中に久々に報道上に登場。この場所で綱取りを懸ける、再大関の照ノ富士の取組をテレビで見て「私とは比較にならない」と言い切り「落ちてここまで戻ってくる力士は今後出ないでしょう。まず大関から落ちて、序二段で取ることが考えられない」と不屈の精神に舌を巻いた。その7月場所の千秋楽、照ノ富士は横綱白鵬と14戦全勝対決で惜敗するも14勝1敗で優勝次点に。前5月場所の優勝（12勝3敗）と合わせて「大関で2場所連続優勝に準ずる成績」の横綱昇進基準を満たし、同場所後に第73代横綱へ正式決定。この報道に関しても「ものすごい精神力。とにかく驚いている」と感嘆しつつ、「今後も怪我と病気に留意しながら、横綱としての重責を果たして欲しい」とエールを送っている。
部屋の後輩となる御嶽海が大関昇進を達成した際は「今場所（2022年1月場所）は非常に集中力を感じた。横綱になってもらいたい」と、1975年11月場所後大関となった三重ノ海自身以来、出羽海部屋から久々に大関誕生の御嶽海へ期待を寄せていた。
2023年1月14日、同年1月場所後の2月に10年間務めた相撲博物館館長を退任することがわかった。
2024年11月12日に第52代横綱・北の富士（82歳7か月）が没したことにより、現在存命する横綱経験者として最年長となっている。

## 取り口
入門したばかりの頃は当たって左前ミツを取るばかりであったが、あるとき激しい稽古で頭がブヨブヨに腫れて病院送りになってしまったので、右上手を浅く引いて前に出る、出し投げを打つという相撲を覚えた。本人は栃ノ海が参考になったと語っている。前廻しを取って低い姿勢から寄っていく取り口が主体で、巧みな前捌きで相手に力を出させずに勝つ相撲を身上とした。右前ミツを引いての速攻、右上手出し投げは絶品の速攻相撲であった。好調時には前廻しを引いての速攻が冴え、「相手はまだこれからと思っているうち、いつの間にか土俵を割ってしまう」ことから「妖気の漂う土俵」とも称された。
出羽海部屋の先輩横綱だった安藝ノ海と取り口が似ていることから、「安藝ノ海二世」と称されたこともある。「安藝ノ海二世」と評されたことに関しては「前ミツを取って頭を付ける自分の取り口もそうですが、体つきが似ていたということもあったんでしょうね」と話している。
前捌きの一環として張り差しを多用し、1977年11月場所の輪島戦では、自身の張り手による相手の脳震盪によって寄り切りで勝利しているが、自分の体勢を作れないときは強引な張り手の連発で自滅することもあった。1977年11月場所の輪島戦で張り手を多用したのは、前夜に後援者の面々と食事していた時に三重ノ海の直近の対輪島戦の成績が悪い話題になり、場の雰囲気がまずくなりそうであったので「じゃあ、明日は張っていきます」と冗談で威勢良く言ってしまったためである。後援者達は「よし、だったらみんなで見に行こう」となったため、三重ノ海は「やべ、これはウソつけないな」と思い、張り手を多用することにした。しかしこの1番で結果的に張り手が成功し、以来大関として安定した成績を残せるようになり、ひいては綱取りにつながった。

## エピソード
- 横綱昇進の際には、入門時の師匠である13代武蔵川（元幕内・出羽ノ花）から「一簣功（いっきのこう）」という言葉を贈られた[1]。「九仞の功一簣に虧（か）く」という故語からの引用で、「苦労の末に晩年に横綱になったが、これで安心せずもう一花咲かせてみせよ」という思いが込められた言葉である[12]。実際三重ノ海の師匠・出羽海親方からも「太く短い横綱で終わっても構わないから、引退する前に一度位は優勝して欲しい」と奮起を促したという[30]。三揃えの化粧廻しにはこの「一簣功」の三文字をあしらったものがあり（「一」は露払い、「簣」は横綱、「功」は太刀持ちが着用。文字の筆を執ったのは武蔵川本人[注 7]）、自身の還暦土俵入りでも使用された。
- 1974年9月場所11日目における二子岳戦で引分を記録した。この一番を最後に幕内で「引分」は出ていない[7]。この場所が11勝3敗1分の好成績を修めたことに加えて11日目の熱戦を考えれば三賞獲得も不思議でなかったが西前頭10枚目の地位であったことを理由に受賞を見送られた。平凡な力士という印象から三賞受賞において損をした面もあるとされる。[31]
- 好敵手であり親友である旭國が「努力」「闘魂」の言葉を好んで使ったのに対し、本人は「闘志」「神力」という言葉を好んで使った。[32]「神力」は寺の僧侶から「その不思議なまでの力は、自分ばかりではなく、多くの人をも幸せにする」とその意味を聞いた上で貰った言葉であり、三重ノ海自身は「そんな力士になりたい」とその言葉を心の支え、目標としていた[33]。
- 1970年1月場所5日目にかつての部屋の兄弟子であった北の富士と初対決に至った際の心境を後に「出羽一門を破門されたのは、私がまだ三段目から幕下に上がる頃でしたから、顔を合わせた時は『ここまで来られたか』といううれしさはありましたね。左の相四つなので、ほとんど勝った記憶はありませんが（幕内対戦成績は三重ノ海の2勝14敗）」と語っている[1]。
- 好物は牛スジのピリ辛煮込み、豚足。このメニューは15代武蔵川の武蔵川部屋にも受け継がれており、2017年11月時点でも14代武蔵川夫婦が参加する部屋の行事では弟子に作らせても思うような味が出せないため15代武蔵川が朝から仕込むという[20]。
- 引退後に武蔵丸のプロデュースで恵比寿に餃子専門店『67餃子』を開業した元幕下・東乃垓によると、彼の新弟子時代は食事のメニューがちゃんこ鍋と沢庵ぐらいしかなく、最後にはスープぐらいしか残っていなかったが、ある日それをたまたま見た14代武蔵川は部屋の衆に「お前らなんで新弟子に食わせないんだ!」と怒った。これが切っ掛けでおかずが2品から3品も付くようになり、部屋の食糧事情が改善された[34]。
- ソップ炊きに関しては、既成の出汁の素やスープの素を認めない派である[34]。
- 部屋持ち時代は2年に1度、弟子をハワイ旅行に連れて行った。弟子が相撲を辞めたくなってもハワイ旅行を楽しみに現役を続けようと頑張ることを狙ってのことであった[35]。

### 家族
- 長男の石山俊明は本名の「石山」を四股名として三段目まで昇進した元力士で、引退後は俳優として『GTO』や『暴れん坊将軍』に出演したことがある[36]。
- 2024年10月、孫の嵐翔真が男性向けファッション雑誌『MEN'S NON-NO』の専属モデルオーディション「第39回メンズノンノモデルオーディション」に出場し、準グランプリを獲得した[37]。嵐は父の影響で無骨なアメカジを好む一方、下駄を愛用する一面があり、祖父の下駄を拝借して修学旅行に出向いたことがある[38]。

## 主な成績

### 通算成績
- 通算成績：695勝525敗1分56休（勝率.570）
- 幕内成績：543勝413敗1分51休（勝率.568）
- 大関成績：180勝123敗12休（勝率.594）
- 横綱成績：55勝23敗30休（勝率.705）
- 幕内在位：68場所
  -     - 横綱在位：8場所
    - 大関在位：21場所
    - 三役在位：15場所（関脇12場所、小結3場所）（関脇在位は横綱経験者としては歴代1位）
    - 平幕在位：24場所（横綱経験者としては歴代1位タイ）

- 連続6場所勝利：77勝（1979年3月場所 - 1980年1月場所）
- 通算幕内連続勝ち越し記録：14場所（1977年11月場所 - 1980年1月場所）
- 幕内連続2桁勝利記録：9場所（1978年9月場所 - 1980年1月場所）

#### 連勝記録
三重ノ海の最多連勝記録は、24連勝である（1979年11月場所8日目 - 1980年3月場所初日）
下記に、詳細を記す。
| 順位 | 連勝数 | 期間                                    | 止めた力士 | 備考                  |
| ---- | ------ | --------------------------------------- | ---------- | --------------------- |
| 1    | 24     | 1979年11月場所8日目 - 1980年3月場所初日 | 千代の富士 | 1980年1月場所全勝優勝 |

### 各段優勝
- 幕内最高優勝：3回（全勝1回）（1975年11月場所、1979年11月場所、1980年1月場所）
- 三段目優勝：1回（1967年9月場所）

### 三賞・金星
- 三賞：9回
  - 殊勲賞：5回（1970年7月場所、1973年1月場所、1975年1月場所、1975年3月場所・11月場所）
  - 敢闘賞：1回（1971年9月場所）
  - 技能賞：3回（1971年11月場所、1973年3月場所、1975年11月場所）
- 金星：5個（輪島2個、琴櫻1個、北の富士1個、北の湖1個）

### 場所別成績
| | 一月場所 初場所（東京） | 三月場所 春場所（大阪） | 五月場所 夏場所（東京） | 七月場所 名古屋場所（愛知） | 九月場所 秋場所（東京）     | 十一月場所 九州場所（福岡） |
| --- | ----------------------- | ----------------------- | ----------------------- | --------------------------- | --------------------------- | --------------------------- |
| 1963年 （昭和38年） | x                       | x                       | x                       | （前相撲）                  | （前相撲）                  | 東序ノ口30枚目 4–3          |
| 1964年 （昭和39年） | 東序二段102枚目 4–3     | 西序二段81枚目 3–4      | 西序二段98枚目 2–1–4    | 東序二段112枚目 5–2         | 東序二段57枚目 3–4          | 西序二段66枚目 3–4          |
| 1965年 （昭和40年） | 西序二段88枚目 5–2      | 東序二段39枚目 2–5      | 東序二段61枚目 5–2      | 東序二段8枚目 3–4           | 東序二段13枚目 4–3          | 西三段目88枚目 5–2          |
| 1966年 （昭和41年） | 東三段目52枚目 1–6      | 西三段目83枚目 2–5      | 東序二段10枚目 3–3–1    | 東序二段23枚目 5–2          | 東三段目80枚目 5–2          | 東三段目39枚目 4–3          |
| 1967年 （昭和42年） | 東三段目30枚目 5–2      | 西幕下98枚目 4–3        | 東三段目27枚目 5–2      | 東幕下57枚目 3–4            | 東三段目5枚目 優勝 7–0      | 東幕下11枚目 3–4            |
| 1968年 （昭和43年） | 西幕下15枚目 3–4        | 東幕下18枚目 4–3        | 西幕下13枚目 4–3        | 西幕下8枚目 4–3             | 西幕下6枚目 2–5             | 西幕下16枚目 6–1            |
| 1969年 （昭和44年） | 東幕下5枚目 6–1         | 東十両12枚目 9–6        | 西十両7枚目 10–5        | 東十両3枚目 9–6             | 東前頭11枚目 8–7            | 東前頭5枚目 8–7             |
| 1970年 （昭和45年） | 西前頭3枚目 4–11        | 西前頭9枚目 8–7         | 西前頭6枚目 11–4        | 西小結 8–7 殊               | 西関脇 6–9                  | 西前頭筆頭 5–10             |
| 1971年 （昭和46年） | 西前頭3枚目 6–9         | 西前頭4枚目 5–10        | 東前頭11枚目 10–5       | 西前頭3枚目 7–8             | 東前頭4枚目 10–5 敢         | 西小結 11–4 技              |
| 1972年 （昭和47年） | 東関脇 8–7              | 西張出関脇 8–7          | 西張出関脇 9–6          | 東張出関脇 5–2–8            | 東前頭筆頭 4–11             | 東前頭7枚目 8–7             |
| 1973年 （昭和48年） | 西前頭3枚目 11–4 殊★    | 西小結 10–5 技          | 西関脇 8–7              | 西関脇 4–11                 | 西前頭2枚目 8–7 ★           | 西前頭筆頭 4–11             |
| 1974年 （昭和49年） | 東前頭6枚目 8–7         | 西前頭3枚目 8–7         | 東前頭筆頭 5–9–1        | 西前頭5枚目 5–10            | 西前頭10枚目 11–3 （引分1） | 東前頭2枚目 5–10            |
| 1975年 （昭和50年） | 西前頭6枚目 10–5 殊★    | 東前頭筆頭 11–4 殊★     | 西関脇 9–6              | 東関脇 8–7                  | 東張出関脇 11–4             | 東関脇 13–2 殊技            |
| 1976年 （昭和51年） | 東大関 8–7              | 西大関 2–6–7            | 東張出大関 2–8–5        | 西張出関脇 10–5             | 東張出大関 9–6              | 東張出大関 8–7              |
| 1977年 （昭和52年） | 東張出大関 8–7          | 西張出大関 8–7          | 東張出大関2 5–10        | 東張出大関2 8–7             | 西張出大関 7–8              | 西張出大関 9–6              |
| 1978年 （昭和53年） | 東張出大関 10–5         | 西大関 8–7              | 東張出大関 11–4         | 東大関 9–6                  | 東大関 10–5                 | 東大関 10–5                 |
| 1979年 （昭和54年） | 東大関 11–4             | 東大関 10–5             | 東大関 13–2             | 東大関 14–1                 | 東張出横綱 11–4             | 西横綱大関 14–1             |
| 1980年 （昭和55年） | 東横綱 15–0             | 東横綱 1–4–10           | 西張出横綱 10–5         | 西張出横綱 4–6–5            | 東張出横綱 休場 0–0–15      | 西張出横綱 引退 0–3–0       |
| 各欄の数字は、「勝ち-負け-休場」を示す。 優勝 引退 休場 十両 幕下 三賞：敢=敢闘賞、殊=殊勲賞、技=技能賞 その他：★=金星 番付階級：幕内 - 十両 - 幕下 - 三段目 - 序二段 - 序ノ口 幕内序列：横綱 - 大関 - 関脇 - 小結 - 前頭（「#数字」は各位内の序列） |                         |                         |                         |                             |                             |                             |

## 合い口
- 元横綱・大鵬には1勝3敗。1970年7月場所で初対戦で勝利した。
- 元横綱・玉の海には1勝4敗。
- 元横綱・北の富士には2勝14敗。1973年1月場所で金星を獲得している。
- 元横綱・琴櫻には11勝7敗。金星は1973年9月場所で獲得している。
- 元横綱・輪島には16勝27敗。他に優勝決定戦で1敗がある。横綱同士の対戦は三重ノ海の3戦全勝。
- 元横綱・北の湖には13勝26敗。横綱同士の対戦は2勝2敗。
- 元横綱・若乃花(2代)には14勝19敗。大関同士の対戦は2勝6敗、横綱同士の対戦は3勝1敗。
- 元横綱・千代の富士には2勝3敗。いずれも千代の富士が大関・横綱に昇進前の対戦である。
- 元横綱・隆の里には7勝1敗。いずれも隆の里が大関・横綱に昇進前の対戦である。

## 幕内対戦成績
| 力士名 | 勝数 | 負数 | 力士名 | 勝数 | 負数 | 力士名 | 勝数 | 負数 | 力士名 | 勝数 | 負数 |
| ------ | ---- | ---- | ------ | ---- | ---- | ------ | ---- | ---- | ------ | ---- | ---- |

- 他に優勝決定戦で輪島に1敗がある。

※さらに二子岳と引分が1つある。

## 改名歴
- 石山 五郎（いしやま ごろう）：1963年7月場所 - 1966年5月場所
- 三重ノ海 五郎（みえのうみ - ）：1966年7月場所 - 1976年7月場所
- 三重ノ海 剛司（ - つよし）1976年9月場所 - 1980年11月場所

## 年寄変遷
- 山科 剛史（やましな つよし）：1980年11月
- 武蔵川 晃偉（むさしがわ あきひで）：1980年11月 - 2013年2月